# Varà del Nil
El varà del Nil (Varanus niloticus) és una espècie de sauròpsid (rèptil) escatós de la família dels varànids. Es troba en gran part de l'Àfrica al sud del Sàhara i al llarg del riu Nil.

## Descripció
Els varans del Nil poden assolir entre 120 a 220 cm de longitud i els espècimens més grans arriben a 244 cm de llargària, la massa corporal en els adults varia àmpliament; un estudi afirma que només pesen 0,8-1,7 kg mentre que altres varans grans pesen de 5,9 a 15 kg. Les variacions en pes poden ser degudes a l'edat o a les condicions ambientals. Els espècimens excepcionalment grans poden arribar fins 20 kg, però aquesta espècie pesa una mica menys que Varanus albigularis que és més voluminós. Té un cos musculós i unes poderoses mandíbules. Posseeix unes urpes afiliades que li permeten grimpar, cavar, defensar-se o caçar les seves preses. El varà del Nil té patrons de pell bastant cridaners, ja que són de color marró grisenc i posseeix grans taques de color verdós a l'esquena, són excel·lents escaladors i corredors ràpids en terra. La seva esperança de vida se situa entre 10 a 15 anys en captivitat.

## Distribució i hàbitat
Els varans del Nil són nadius de l'Àfrica i es distribueixen per totes les regions centrals i meridionals del continent incloent Sudan i una part del centre de Egipte al llarg del Nil. En el passat van ser introduïts en els Estats Units principalment en els estats de Califòrnia i Florida. No obstant això no es troba en cap regió desèrtica d'Àfrica, ja que prospera al voltant de rius.
El varà del Nil s'alimenta d'una gran varietat de preses com insectes, aràcnids, gasteròpodes, granotes, aus, rèptils, petits mamífers, carronya i fins i tot ous, ja que sol devorar els nius de cocodrils i altres rèptils.
Aquesta espècie té una reproducció sexual ovípara i poden aparellar-se cada 6 a 9 mesos. Les femelles ponen entre 25 a 90 ous que mesuren aproximadament 35 i 60 mm de diàmetre. Els ous maduren després de sis mesos de la posada en què neixen els seus nous descendents. En comparació amb la de la majoria d'altres grans varànids, la massa mitjana de l'ou del monitor del Nil (38,8 g) és petita, però la quantitat d'ous per posta i l'índex d'eclosió semblen molt elevades.
En la naturalesa són caçats per depredadors com ara aus rapinyaires, i diversos mamífers carnívors com lleopards, caracals, xacals i ratels que també poden caçar varans del Nil si no troben un altre tipus de preses.
Els cocodrils i els pitons són grans depredadors dels adults. Altres depredadors potencials són els humans. Els peixos depredadors, les garses, les serps i fins i tot els adults de la seva pròpia espècie acacen les cries de varà del Nil.
Quan són atacats normalment es defensen mossegant i sacsejant fortament la cua per intentar espantar als seus enemics.

## Espècie invasora
En Florida se sap que hi ha poblacions reproductores d'aquesta espècie invasora en diferents parts de l'estat des de 1990. El potencial de les poblacions establertes impacta negativament a les espècies de cocodrils natives a Florida, ja que ataca, menja els ous i cries d'aquestes espècies.

## En captivitat
Els varans del Nil no són per a principiants, ja que sovint es troben en el comerç de mascotes tot i tenir una actitud agressiva i resistència a la domesticació. Els varans del Nil per a la seva cura requereixen un gran terrari, ja que els exemplars joves creixen ràpidament i es necessita afegir suficients capes de terra profundes perquè el varà pugui replicar el seu comportament d'excavació, també el recinte ha de tenir elements afegits imitant el seu hàbitat com roques, plantes o troncs buits. A més s'ha de proporcionar un plat d'aigua i una dieta saludable en insectes, peixos, rosegadors, ous o carronya. Els exemplars capturats en el medi lliure han de ser controlats en quant la possible presència paràsits interns.
S'han trobat exemplars albins en la naturalesa que s'han reproduït en captivitat tot i que encara són força estranys.

## Amenaces i protecció
Estat de conservació. El 1975, alguns països del nord d'Àfrica van substituir la Llei d'Animals Salvatges creada el 1963 per una nova llei que dona protecció als cocodrils, pitons i monitors. Els monitors del Nil també figuren en el Decret del 1985 sobre espècies en perill, cosa que significa que el comerç internacional de les espècies està prohibit.
A l'Àfrica són diverses les espècies de varans que s'exploten, capturant-les per a la seva exportació com a animals exòtics. També es cacen, sobretot, per servir d'aliment. Els varans són devorats de forma habitual pels nadius en molts països africans, es rosteixen i es mengen incloent la pell i el greix.
La pell, de molt alta qualitat i molt apreciada no s'aprofita, en part per falta d'infraestructures de tractament i de comercialització i en part per falta de tradició en aquest aspecte. Al contrari, a Àsia la indústria i comerç de la pell és la principal amenaça que delma les poblacions de varans.
En opinió d'alguns professionals i aficionats avançats resulta moltes vegades frustrant comprovar com resulta gairebé impossible aconseguir permisos d'exportació d'exemplars per a programes de reproducció de certes espècies que són massacrades sistemàticament per la indústria i els habitants locals.